# متحف الحرير يوكوهاما

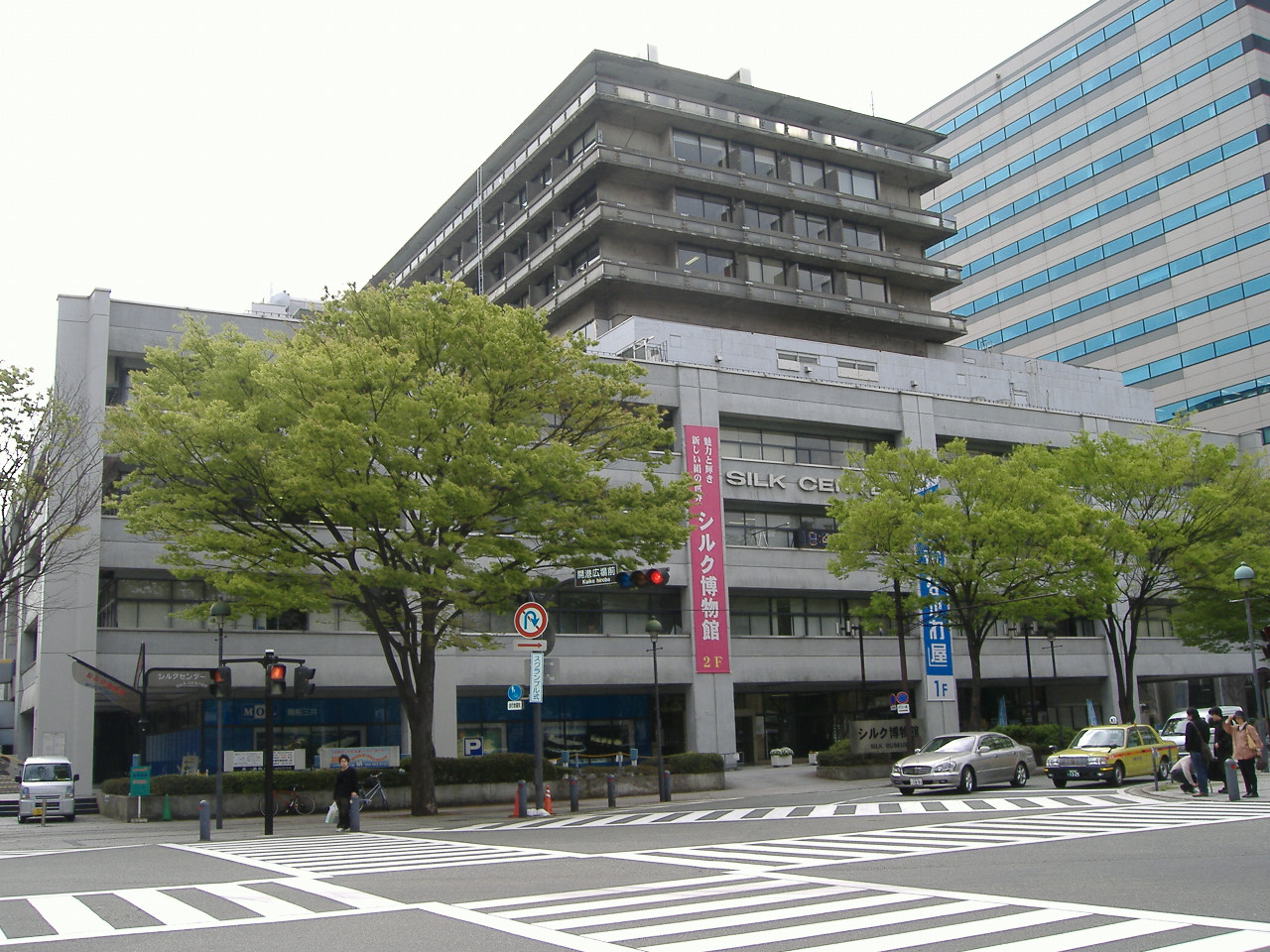
متحف الحرير يوكوهاما.

متحف الحرير يوكوهاما (باليابانية: シルクセンター) هو متحف يقع في حي ناكا كو في مدينة يوكوهاما في اليابان، المتحف يحاول أن يغطي تاريخ تجارة الحرير في اليابان، يعرض متحف الحرير تاريخ وعراقة كيمونو (اللباس التقليدي لليابانيين)، كما ويغطي المتحف على أهمية يوكوهاما كميناء مهم للحرير.
الهدف من المتحف وفقا لموقعه على الإنترنت: لنشر فهم للعلوم والتكنولوجيا من إنتاج الحرير، وعرض أزياء جميلة للناس لفتًا لاعجابهم، ولتعزيز الطلب على الحرير.

## وصلات خارجية
موقع افتراضي للتجول في أرجاء المتحف